# Tillandsia oblivata
Tillandsia oblivata är en gräsväxtart som beskrevs av Lieselotte Hromadnik. Tillandsia oblivata ingår i släktet Tillandsia och familjen Bromeliaceae. Inga underarter finns listade i Catalogue of Life.

## Bildgalleri

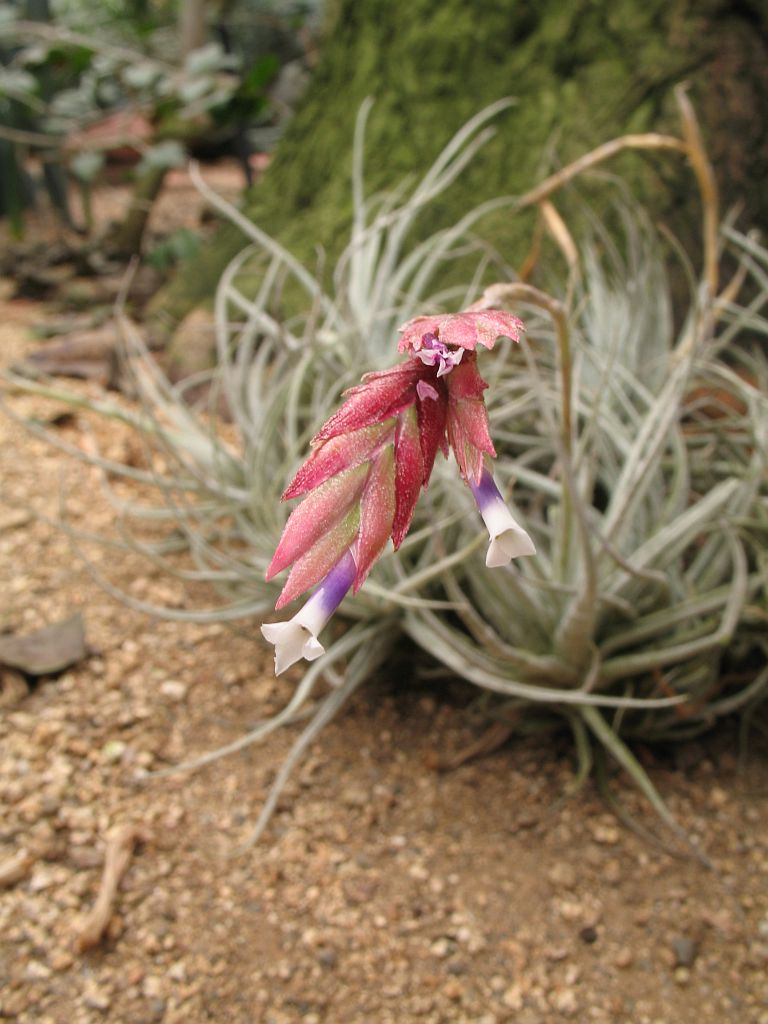
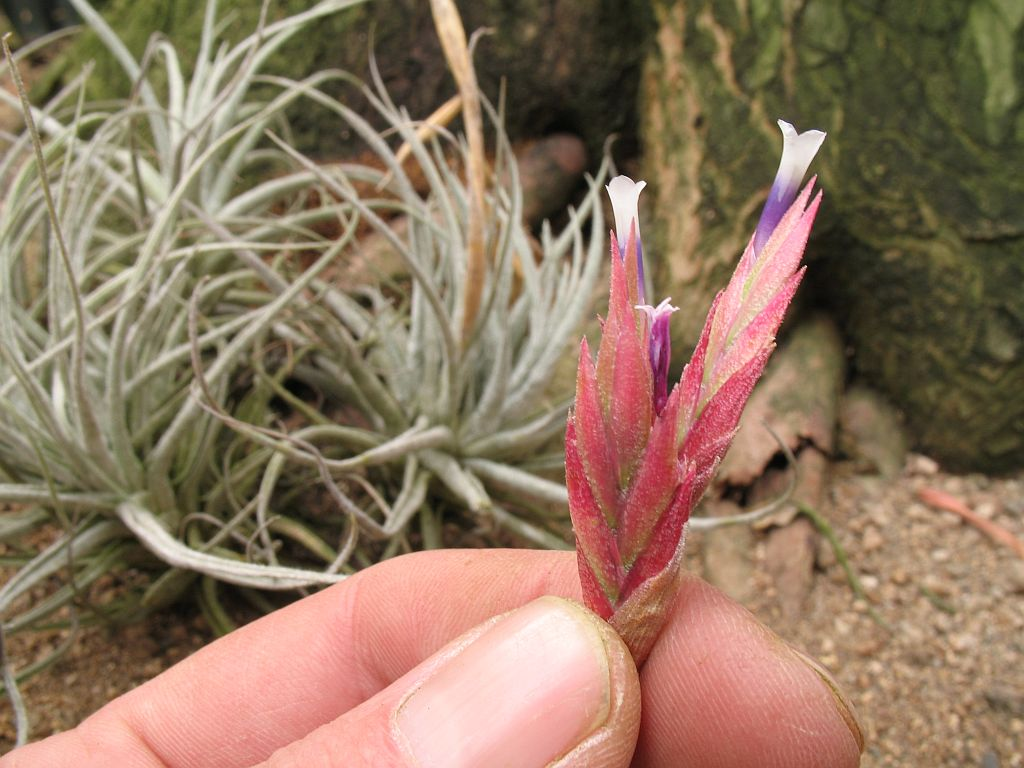
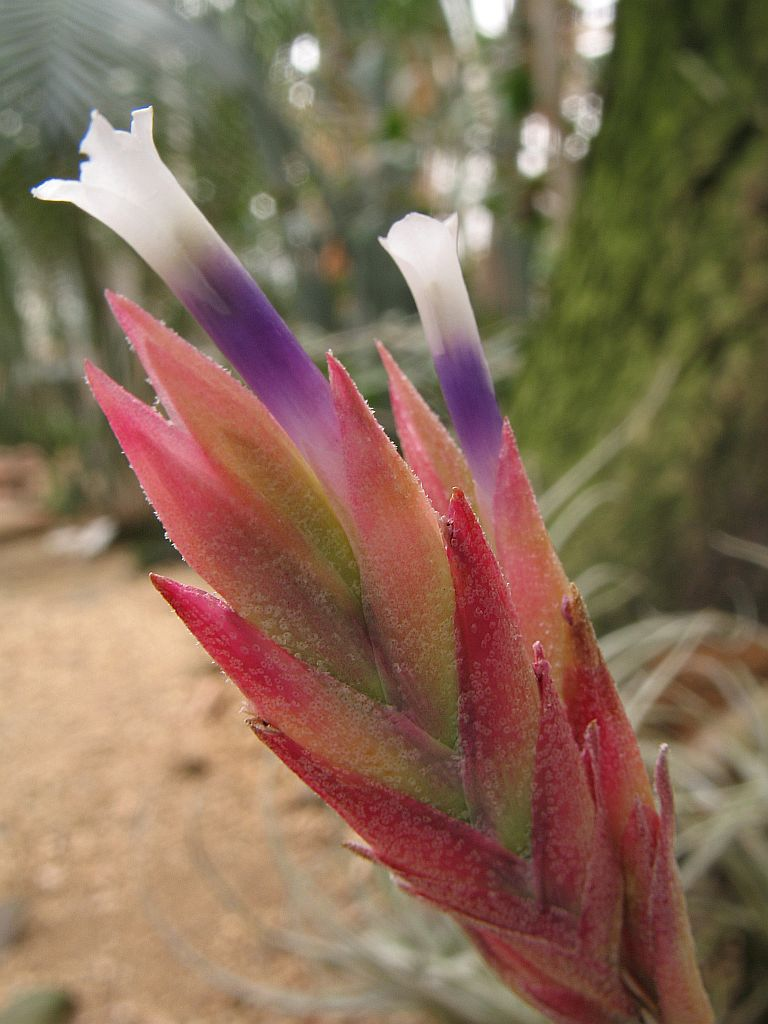